# Albrecht von Hagen
Albrecht von Hagen (ur. 11 marca 1904 w Langen, zm. 8 sierpnia 1944 w Berlinie-Plötzensee) – niemiecki prawnik, oficer Wehrmachtu, członek niemieckiego ruchu oporu i uczestnik spisku z 20 lipca.

## Życiorys
Albrecht von Hagen urodził się 11 marca 1904 roku w Langen (współcześnie Łęgi w województwie zachodniopomorskim, w powiecie świdwińskim, w gminie Połczyn-Zdrój) . Jego ojcem był Gerhard von Hagen, a matką Elisabeth von Stülpnagel .
W latach 1922–1926 studiował prawo w Heidelbergu i Königsbergu . W okresie studiów należał do korporacji akademickiej Corps Saxo-Borussia Heidelberg . W kwietniu 1926 roku zdał – za drugim podejściem – egzamin refendarski . W latach 1926–1929 mieszkał u brata pod Stargardem i pracował w stargardzkim sądzie rejonowym. W 1927 roku poślubił Ericę von Berg, z którą miał troje dzieci . W 1929 roku rozpoczął pracę w Oberlandesgericht w Szczecinie, a rok później zdał egzamin asesorski . W kwietniu 1930 roku rozpoczął pracę w sądzie w zastępstwie sędziego w Dąbiach .
W 1931 roku otrzymał zatrudnienie przy realizacji programu pomocowego dla prowincji wschodniej „Osthilfe”  – celem programu była konwersja długów w rolnictwie, udzielanie długoterminowych pożyczek gospodarstwom rolnym, rozbudowa sieci kolei oraz inwestycje w celach społecznych i kulturalnych.
W latach 1933–1939 pracował w banku (niem. Bank für deutsche Industrieobligationen) w Szczecinie . Wskutek fałszywych oskarżeń o korupcję został przeniesiony do Berlina . Awans von Hagena był blokowany z powodu jego odmowy wstąpienia do NSDAP . W 1935 roku von Hagen wziął udział na ochotnika w manewrach Wehrmachtu w Döberitz koło Berlina .

### II wojna światowa
Po wybuchu II wojny światowej von Hagen został powołany do 10. Dywizji Pancernej i służył jako oficer ordynansowy (niem. Ordonnanzoffizier) w sztabie zaopatrzeniowym w Wünsdorfie koło Berlina . W latach 1940–1943 brał udział w kampanii francuskiej, ataku na Związek Radziecki i w walkach w Tunezji .
Podczas pobytu w Tunezji w 1943 roku poznał Clausa von Stauffenberga (1907–1944) i przystąpił do niemieckiego ruchu oporu . Wkrótce został przeniesiony do Wydziału Organizacji Naczelnego Dowództwa Wojsk Lądowych (niem. Oberkommando des Heeres, OKH) w Berlinie, którym kierował generał Hellmuth Stieff (1901–1944) . Von Hagen został kurierem pomiędzy kwaterą główną Hitlera w Wilczym Szańcu a Berlinem .
W listopadzie 1943 roku wraz z majorem Joachimem Kuhnem (1913–1994) ukrył w ziemi materiały wybuchowe przeznaczone do zamachu na Hitlera, który miał przeprowadzić w samobójczej akcji Axel von dem Bussche (1919–1993). Von Hagen i Kuhn byli obserwowani podczas chowania materiałów przez Geheime Feldpolizei, jednak nie zostali rozpoznani. Geheime Feldpolizei zabrało materiały i do zamachu nie doszło .
W 1944 roku, razem z Kuhnem, zorganizował materiały wybuchowe do zamachu 20 lipca, które poprzez generała Stieffa trafiły w maju do von Stauffenberga .
Po nieudanym zamachu von Hagen został aresztowany przez Gestapo . Żona von Hagena została również aresztowana, a dzieci wysłane do sierocińca prowadzonego przez Nationalsozialistische Volkswohlfahrt .
8 sierpnia 1944 roku von Hagen został skazany na śmierć przez Trybunał Ludowy i stracony przez powieszenie w Berlinie-Plötzensee .